# Keirana longicollis
Keirana longicollis  (лат.) — вид паразитических наездников из семейства Megastigmidae (Keiraninae, Chalcidoidea, ранее в Pteromalidae) отряда Перепончатокрылые насекомые. Единственный представитель рода Keirana Boucek, 1988 и подсемейства Keiraninae Boucek, 1988. Эндемики Австралии: обнаружены в штате Новый Южный Уэльс. Выведены из карминоносных червецов Callipappus rubiginosus Maskell (Hemiptera: Margarodidae) (Boucek, 1988).
В 2022 году подсемейство Keiraninae перенесено из Pteromalidae в семейство Megastigmidae.